# Srinivaspur
Srinivaspur è una suddivisione dell'India, classificata come town panchayat, di 22.926 abitanti, situata nel distretto di Kolar, nello stato federato del Karnataka. In base al numero di abitanti la città rientra nella classe III (da 20.000 a 49.999 persone).

## Geografia fisica
La città è situata a 13° 19' 60 N e 78° 13' 0 E e ha un'altitudine di 819 m s.l.m..

## Società

### Evoluzione demografica
Al censimento del 2001 la popolazione di Srinivaspur assommava a 22.926 persone, delle quali 11.793 maschi e 11.133 femmine. I bambini di età inferiore o uguale ai sei anni assommavano a 3.337, dei quali 1.685 maschi e 1.652 femmine. Infine, coloro che erano in grado di saper almeno leggere e scrivere erano 14.572, dei quali 8.073 maschi e 6.499 femmine.